# 오! 삼광빌라!
《오! 삼광빌라!》는 2020년 9월 19일부터 2021년 3월 7일까지 방송된 KBS 2TV 주말 드라마이다.
전작 《한 번 다녀왔습니다》까지는 40분 기준으로 100부작(80분 기준 50부작)으로 편성됐으나, 해당 작품부터는 1회 방송 분량인 80분을 중간광고를 사이에 두고 1부와 2부로 나누어 각 40분씩 분할하여 50부작으로 편성되었다. KBS 2TV 주말 드라마가 50부작으로 편성된 것은 2018년 9월 9일 종영한 《같이 살래요》 이후 2년 만이다.

## 기획 의도
다양한 사연들을 안고 '삼광빌라'에 모여든 사람들, 타인이었던 이들이 서로에게 정들고 마음을 열고 사랑하기까지의 과정을 그린 드라마

## 방송 시간
| 방송 채널 | 방송 기간                                                                                                | 방송 시간                        | 방송 분량                             |
| --------- | --- | -------------------------------- | ------------------------------------- |
| KBS 2TV   | 2020년 9월 19일~2021년 3월 7일 [1회~50회](본방송)                                                        | 매주 주말 저녁 7:55~밤 9:15      | 1시간 20분 (1부, 2부 40분씩 분할방송) |
| KBS 2TV   | 2021년 2월 7일 [42회](본방송)                                                                            | 일요일 저녁 8:05~밤 9:25         | 1시간 20분 (1부, 2부 40분씩 분할방송) |
| KBS 2TV   | 2020년 9월 20일~2021년 3월 7일(토요일 방영분 재방송)                                                     | 매주 일요일 오후 3:40~5:00       | 1시간 20분 (1부, 2부 40분씩 분할방송) |
| KBS 2TV   | 2020년 9월 26일~2021년 3월 13일(일요일 방영분 재방송)                                                    | 매주 토요일 오후 4:45~저녁 6:05  | 1시간 20분 (1부, 2부 40분씩 분할방송) |
| KBS 2TV   | 2020년 9월 25일~2021년 3월 12일 [1회~2회] / [7회~26회] / [31회~40회] / [43회~50회](재방송, 화면해설방송) | 매주 금요일 오전 11:00~오후 1:40 | 2시간 40분 (1시간 20분+1시간 20분)    |

## 재방송 시간 편성 변경
| 방송 채널 | 방송 기간                                           | 방송 시간                   | 방송 분량                                                          |
| --------- | --------------------------------------------------- | --------------------------- | ------------------------------------------------------------------ |
| KBS 2TV   | 2020년 10월 1일 [3회&4회](재방송, 화면해설방송)     | 목요일 오후 1:45~4:25       | 2시간 40분 (1시간 20분+1시간 20분)                                 |
| KBS 2TV   | 2020년 10월 9일 [5회&6회](재방송, 화면해설방송)     | 금요일 오전 10:40~오후 1:20 | 2시간 40분 (1시간 20분+1시간 20분)                                 |
| KBS 2TV   | 2021년 2월 11일 [41회&42회](재방송, 화면해설방송)   | 목요일 오후 1:35~4:15       | 2시간 40분 (1시간 20분+1시간 20분)                                 |
| KBS 2TV   | 2020년 10월 3일 [4회] (재방송)                      | 토요일 오후 4:40~저녁 6:00  | 1시간 20분 (1부, 2부 40분씩 분할 재방송)                           |
| KBS 2TV   | 2021년 2월 7일 [41회] (재방송)                      | 일요일 오후 3:50~5:10       | 1시간 20분 (1부, 2부 40분씩 분할 재방송)                           |
| KBS 2TV   | 2021년 2월 13일 [42회] (재방송)                     | 토요일 오후 2:20~3:40       | 1시간 20분 (1부, 2부 40분씩 분할 재방송)                           |
| KBS 2TV   | 2020년 12월 25일 [27회&28회] (재방송, 화면해설방송) | 금요일 오전 11:35~오후 2:15 | 2시간 40분 (40분+40분+40분+40분) (1부, 2부 40분씩 분할 2회 재방송) |
| KBS 2TV   | 2021년 1월 1일 [29회&30회] (재방송, 화면해설방송)   | 금요일 오후 2:25~5:05       | 2시간 40분 (40분+40분+40분+40분) (1부, 2부 40분씩 분할 2회 재방송) |

## 등장인물

### 주요 인물
- 전인화: 이순정 역(아역: 이다연) - 56세, 3남매의 양어머니, 보육원 원장의 아내,→ 삼광빌라 사장, 가사 도우미→'열아홉 순정' 작가
- 정보석: 우정후 역(아역: 이민재) - JH 그룹 사장, 순정의 첫사랑 (기억상실 당시 가명: 제임스)
- 황신혜: 김정원 역(아역: 이채은) - 56세, 서아와 준아의 의붓어머니이자 빛채운의 생모, LX 패션 대표
- 진기주: 이빛채운 역(아역: 박서경) - 27세, 본명은 박서연. 순정의 양딸이자 필홍과 정원의 친딸, 인테리어 기사→LX 패션 인턴사원, 재희의 연인→아내, 지환의 어머니.
- 이장우: 우재희 역 - 정후와 민재의 아들, 삼광빌라 세입자, 빛채운의 연인→남편, 건축 사무소 대표→JH 그룹 3H 지압침대 근무, 지환의 아버지

### 순정의 가족
- 김선영: 이만정 역 - 순정의 여동생, 서한대 출신 내과 의사(제주도→서울 근무), 확세의 연인→아내, 쌍둥이의 어머니
- 보나: 이해든 역(아역: 남윤서) - 24세, 순정의 양딸, 연예 기획사 직원→준아의 쇼핑몰 직원 , 준아의 연인→아내.
- 려운: 이라훈 역(아역: 이천무) - 22세, 순정의 양아들, 서한대학교 가짜 학생, 배달 대행 라이더→푸드트럭 알바생. 바른 의 연인

### 정후의 가족
- 진경: 정민재 역(아역: 조연우) - 56세, 재희의 어머니, 정원의 친구, 전업주부→JH 그룹 3H 지압침대 매장 점장

### 정원의 가족
- 한보름: 장서아 역 - 27세, 정원의 의붓딸, 준아의 여동생, LX 패션 본부장, 빛채운의 중학교 동창이자 라이벌
- 동하: 장준아 역(아역: 장재하) - 정원의 의붓아들, 서아의 오빠, 재희의 친구, 해든의 연인→남편, 인터넷 쇼핑몰 운영, 나로가 삼광빌라 떠난 후 새로운 삼광빌라 세입자.
- 정재순: 이춘석 역 - 정원의 어머니, LX 패션 회장, 빛채운을 순정에게 맡긴 장본인

### 삼광빌라 세입자들
- 인교진: 김확세 역 - 삼광빌라 세입자, 밤무대 트로트 가수→정식 가수 데뷔, 만정의 연인→남편, 쌍둥이의 아버지
- 전성우: 황나로 역 - 전 삼광빌라 세입자, 프리랜서 번역가→서아의 새 비서이자 연인, 전과자이자 사기꾼
- 김시은: 차바른 역 - 삼광빌라 세입자, 서한대학교 학생, 라훈의 연인

### 그 외 인물
- 엄효섭: 박필홍 역 - 정원의 전 남편이자 빛채운의 생부, 전과자이자 사기꾼(가명: 이동출), 나로의 교도소 동기, 삼광빌라 옆 수선집 개업
- 이승형: 정민석 역 - 민재의 남동생, JH 그룹 상무
- 류진: 손정후 역 - 재희의 선배, 교수, 민재의 옆집 주민
- 김준의: 손바위 역 - 정후의 아들, 초등학생
- 이동영: 유도현 역 - 재희의 친구, 재희의 건축사무소 실장
- 박정언: 조 실장(조상미) 역 - 정원의 저택 집사
- 박정원: 윤 실장 (윤다흰) 역 - 서아의 전 비서
- 심영은: 구 실장 (구동영) 역 - 정원의 비서
- 전영: 변미자 역 - 나로의 사주를 받은 사기꾼
- 구본웅: 배달식 역 - 나로의 사주를 받은 사기꾼
- 박소윤: 사모님 역 - 순정을 고용한 연희동 사모
- 강은아: 왕쌔미 역 - 걸그룹 에메랄드의 멤버
- 전은미: 도우미 역 - 정후의 집 전 가사 도우미
- 진성민: 김 부장 역 - 정원의 운전 기사
- 김성동: 김대원 역 - 공모전 최우수상 수상자(빛채운과 공동), LX 패션 인턴
- 최우정: 박소미 역 - 빛채운과 서아의 동창, 서아와 함께 빛채운에게 학교폭력 누명을 씌운 장본인
- 유용: 가짜 주만대 역 - 주만대 기획실장을 사칭한 사기꾼
- 임재근: 김교수 역 - 전과자이자 사기꾼, 나로의 동업자
- 이주미: 의사 역 - 민재를 치료하는 신경정신과 의사
- 강경헌: 김은지 역 - 확세의 고향 동생, 라훈의 생모
- 박정민

### 특별 출연
- 임예진: 최영숙 역 - 빛채운의 친엄마라고 주장하는 여성(1회~3회)
- 신승호: 파티장에서 해든에게 접근하는 남성 역(1회)
- 다이아: 에메랄드 역 - 해든이 일하는 기획사의 아이돌 가수(1회~3회)
- 류승수: 닥터 송 역 - 만정의 옛 연인(9회)
- 이동은: 라이브 카페 가수 역(40회)
- 조우종: 본인 역 (50회)

## 시청률
최저 시청률과 최고 시청률은 시청률 조사회사와 지역별로 시청률에 차이가 있을 수 있습니다.
| 2020년      | 2020년      | 2020년         | 2020년         | 2020년       |
| 회차        | 방송일      | TNmS 시청률    | AGB 시청률     | AGB 시청률   |
| 회차        | 방송일      | 대한민국(전국) | 대한민국(전국) | 서울(수도권) |
| ----------- | ----------- | -------------- | -------------- | ------------ |
| 제1회       | 9월 19일    | 18.7%          | 19.9%          | 19.0%        |
| 제1회       | 9월 19일    | 21.7%          | 23.3%          | 22.7%        |
| 제2회       | 9월 20일    | 20.7%          | 22.2%          | 21.7%        |
| 제2회       | 9월 20일    | 22.7%          | 24.6%          | 24.1%        |
| 제3회       | 9월 26일    | 17.1%          | 19.7%          | 19.7%        |
| 제3회       | 9월 26일    | 20.2%          | 23.0%          | 22.9%        |
| 제4회       | 9월 27일    | 21.2%          | 23.9%          | 23.3%        |
| 제4회       | 9월 27일    | 23.5%          | 26.4%          | 25.4%        |
| 제5회       | 10월 3일    | 17.5%          | 19.2%          | 18.4%        |
| 제5회       | 10월 3일    | 20.4%          | 22.8%          | 21.9%        |
| 제6회       | 10월 4일    | 20.6%          | 22.9%          | 21.3%        |
| 제6회       | 10월 4일    | 23.6%          | 26.5%          | 25.9%        |
| 제7회       | 10월 10일   | 17.4%          | 21.5%          | 21.0%        |
| 제7회       | 10월 10일   | 20.4%          | 25.2%          | 24.6%        |
| 제8회       | 10월 11일   | 20.4%          | 25.1%          | 23.7%        |
| 제8회       | 10월 11일   | 23.5%          | 28.5%          | 26.9%        |
| 제9회       | 10월 17일   | 17.6%          | 20.7%          | 20.1%        |
| 제9회       | 10월 17일   | 20.4%          | 25.2%          | 24.3%        |
| 제10회      | 10월 18일   | 21.4%          | 24.5%          | 23.3%        |
| 제10회      | 10월 18일   | 23.9%          | 27.6%          | 26.3%        |
| 제11회      | 10월 24일   | 17.4%          | 21.2%          | 20.8%        |
| 제11회      | 10월 24일   | 21.1%          | 25.1%          | 24.8%        |
| 제12회      | 10월 25일   | 20.9%          | 23.9%          | 22.8%        |
| 제12회      | 10월 25일   | 23.9%          | 27.4%          | 26.3%        |
| 제13회      | 10월 31일   | 18.4%          | 22.5%          | 21.0%        |
| 제13회      | 10월 31일   | 21.1%          | 26.7%          | 24.8%        |
| 제14회      | 11월 1일    | 22.7%          | 26.2%          | 25.1%        |
| 제14회      | 11월 1일    | 24.7%          | 28.9%          | 28.1%        |
| 제15회      | 11월 7일    | 18.9%          | 22.3%          | 21.9%        |
| 제15회      | 11월 7일    | 22.4%          | 26.4%          | 25.3%        |
| 제16회      | 11월 8일    | 21.1%          | 26.4%          | 24.5%        |
| 제16회      | 11월 8일    | 23.1%          | 29.3%          | 27.6%        |
| 제17회      | 11월 14일   | 18.8%          | 22.9%          | 21.7%        |
| 제17회      | 11월 14일   | 22.5%          | 27.3%          | 25.9%        |
| 제18회      | 11월 15일   | 23.4%          | 27.7%          | 26.6%        |
| 제18회      | 11월 15일   | 25.1%          | 29.6%          | 28.4%        |
| 제19회      | 11월 21일   | 21.6%          | 25.3%          | 24.3%        |
| 제19회      | 11월 21일   | 25.0%          | 29.5%          | 28.7%        |
| 제20회      | 11월 22일   | 24.9%          | 28.7%          | 27.3%        |
| 제20회      | 11월 22일   | 27.3%          | 31.9%          | 30.5%        |
| 제21회      | 11월 28일   | 21.1%          | 25.5%          | 24.6%        |
| 제21회      | 11월 28일   | 24.7%          | 29.4%          | 28.3%        |
| 제22회      | 11월 29일   | 24.5%          | 29.4%          | 27.7%        |
| 제22회      | 11월 29일   | 27.0%          | 31.8%          | 30.1%        |
| 제23회      | 12월 5일    | 21.3%          | 25.5%          | 24.7%        |
| 제23회      | 12월 5일    | 24.9%          | 29.4%          | 28.3%        |
| 제24회      | 12월 6일    | 24.1%          | 29.7%          | 28.2%        |
| 제24회      | 12월 6일    | 25.5%          | 31.6%          | 30.4%        |
| 제25회      | 12월 12일   | 21.5%          | 25.6%          | 25.1%        |
| 제25회      | 12월 12일   | 25.2%          | 30.8%          | 30.0%        |
| 제26회      | 12월 13일   | 25.1%          | 30.3%          | 28.9%        |
| 제26회      | 12월 13일   | 26.7%          | 32.9%          | 31.7%        |
| 제27회      | 12월 19일   | 19.4%          | 24.1%          | 22.8%        |
| 제27회      | 12월 19일   | 22.8%          | 30.3%          | 29.4%        |
| 제28회      | 12월 20일   | 24.7%          | 29.8%          | 27.9%        |
| 제28회      | 12월 20일   | 26.7%          | 32.6%          | 30.6%        |
| 제29회      | 12월 26일   | 21.4%          | 25.4%          | 24.1%        |
| 제29회      | 12월 26일   | 24.9%          | 30.8%          | 29.5%        |
| 제30회      | 12월 27일   | 25.3%          | 31.2%          | 29.9%        |
| 제30회      | 12월 27일   | 26.7%          | 33.2%          | 32.2%        |
| 2021년      |             |                |                |              |
| 제31회      | 1월 2일     | 24.1%          | 27.7%          | 26.5%        |
| 제31회      | 1월 2일     | 27.1%          | 31.8%          | 30.5%        |
| 제32회      | 1월 3일     | 23.6%          | 30.7%          | 29.4%        |
| 제32회      | 1월 3일     | 25.5%          | 33.3%          | 32.3%        |
| 제33회      | 1월 9일     | 22.5%          | 25.1%          | 24.0%        |
| 제33회      | 1월 9일     | 27.7%          | 30.9%          | 29.4%        |
| 제34회      | 1월 10일    | 24.7%          | 29.9%          | 28.2%        |
| 제34회      | 1월 10일    | 27.8%          | 33.6%          | 32.3%        |
| 제35회      | 1월 16일    | 21.3%          | 23.2%          | 21.8%        |
| 제35회      | 1월 16일    | 26.3%          | 29.7%          | 28.1%        |
| 제36회      | 1월 17일    | 26.0%          | 29.8%          | 28.9%        |
| 제36회      | 1월 17일    | 29.0%          | 33.1%          | 32.3%        |
| 제37회      | 1월 23일    | 21.1%          | 24.7%          | 23.6%        |
| 제37회      | 1월 23일    | 25.6%          | 30.7%          | 29.2%        |
| 제38회      | 1월 24일    | 25.4%          | 29.9%          | 28.7%        |
| 제38회      | 1월 24일    | 27.8%          | 32.5%          | 30.8%        |
| 제39회      | 1월 30일    | 21.9%          | 26.3%          | 25.1%        |
| 제39회      | 1월 30일    | 27.0%          | 31.8%          | 30.3%        |
| 제40회      | 1월 31일    | 26.7%          | 30.3%          | 28.1%        |
| 제40회      | 1월 31일    | 29.2%          | 33.7%          | 31.9%        |
| 제41회      | 2월 6일     | -              | 25.1%          | 23.3%        |
| 제41회      | 2월 6일     | -              | 30.7%          | 29.2%        |
| 제42회      | 2월 7일     | 27.2%          | 31.4%          | 29.9%        |
| 제42회      | 2월 7일     | 28.6%          | 32.8%          | 31.4%        |
| 제43회      | 2월 13일    | 22.1%          | 26.3%          | 25.3%        |
| 제43회      | 2월 13일    | 25.7%          | 29.7%          | 28.4%        |
| 제44회      | 2월 14일    | 27.0%          | 31.0%          | 29.0%        |
| 제44회      | 2월 14일    | 28.5%          | 32.8%          | 30.9%        |
| 제45회      | 2월 20일    | 22.0%          | 26.0%          | 25.1%        |
| 제45회      | 2월 20일    | 26.6%          | 31.0%          | 29.9%        |
| 제46회      | 2월 21일    | 25.4%          | 30.2%          | 28.2%        |
| 제46회      | 2월 21일    | 27.3%          | 32.4%          | 30.5%        |
| 제47회      | 2월 27일    | 21.3%          | 23.8%          | 23.7%        |
| 제47회      | 2월 27일    | 24.4%          | 28.5%          | 27.9%        |
| 제48회      | 2월 28일    | 24.1%          | 29.0%          | 27.8%        |
| 제48회      | 2월 28일    | 26.3%          | 31.2%          | 29.6%        |
| 제49회      | 3월 6일     | 22.5%          | 26.9%          | 26.4%        |
| 제49회      | 3월 6일     | 27.3%          | 31.6%          | 30.5%        |
| 제50회      | 3월 7일     | 26.5%          | 31.2%          | 30.1%        |
| 제50회      | 3월 7일     | 29.4%          | 32.9%          | 32.1%        |
| 평균 시청률 | 평균 시청률 | -              | 27.84%         | 26.41%       |

## OST
- Part.1: 진민호 - 사랑도 세월처럼 막을 수 없나봐(2020. 9. 26. 발매)
- Part.2: 여은 - City girl(2020. 9. 27. 발매)
- Part.3: 소연 - 하나의 사랑(2020. 10. 3. 발매)
- Part.4: 빨간의자 - 사랑할 거야(2020. 10. 17. 발매)
- Part.5: 한올 - 요즘 청춘(2020. 10. 24. 발매)
- Part.6: 소희 - 그녀를 만나는 곳 100m 전(2020. 10. 31. 발매)
- Part.7: 남영주 - 괜찮을까 (2020.11.07 발매)
- Part.8: 바다 - 그대로 채워가요(I'm In Love, 2020. 11. 28. 발매)
- Part.9: 소향 - 잊었니(2020. 12. 5. 발매)
- Part.10: 이세준 - 말하지 않아도(2020. 12. 6. 발매)
- Part.11: 박강수 - 그대를 사랑합니다, 좋아합니다(2020. 12. 12. 발매)
- Part.12: 왁스 - 바래봐요(2020. 12. 27. 발매)
- Part.13: 인교진 - 굿이야(2021. 1. 16. 발매)[4]
- Part.14: 제이세라 - 그대 눈물까지도(2021. 1. 23. 발매)
- Part.15: 써니힐 - 매일 밤 너와 이별해(2021. 1. 30. 발매)
- Part.16: 이동은 - 이것도 사랑이니(2021. 1. 31. 발매)
- Part.17: 신유 - 굿이야(2021. 2. 13. 발매)[4]
- Part.18: 알리 - 내 모든 걸 다 줄게(2021. 2. 14. 발매)
- Part.19: 아미르 - Giving Tree(2021. 2. 20. 발매)
- Part.20: 진주 - I love you(2021. 2. 21. 발매)
- Part.21: 김명훈 - 가슴으로 운다(2021. 2. 27. 발매)
- Part.22: 코다브릿지 - 남몰래 살짝(2021. 2. 28. 발매)
- Part.23: 박장현 - 한 걸음 두 걸음 세 걸음(2021. 3. 6. 발매)

## 수상 및 후보
| 연도 | 시상식       | 부문                        | 수상자        | 결과 |
| ---- | ------------ | --------------------------- | ------------- | ---- |
| 2020 | KBS 연기대상 | 남자 최우수상               | 정보석        | 수상 |
| 2020 | KBS 연기대상 | 여자 최우수상               | 전인화        | 후보 |
| 2020 | KBS 연기대상 | 장편드라마 부문 남자 우수상 | 이장우        | 수상 |
| 2020 | KBS 연기대상 | 장편드라마 부문 남자 우수상 | 정보석        | 후보 |
| 2020 | KBS 연기대상 | 장편드라마 부문 여자 우수상 | 전인화        | 후보 |
| 2020 | KBS 연기대상 | 장편드라마 부문 여자 우수상 | 진기주        | 수상 |
| 2020 | KBS 연기대상 | 장편드라마 부문 여자 우수상 | 황신혜        | 후보 |
| 2020 | KBS 연기대상 | 장편드라마 부문 남자 조연상 | 인교진        | 후보 |
| 2020 | KBS 연기대상 | 장편드라마 부문 여자 조연상 | 김선영        | 수상 |
| 2020 | KBS 연기대상 | 남자 신인상                 | 려운          | 후보 |
| 2020 | KBS 연기대상 | 여자 신인상                 | 보나          | 수상 |
| 2020 | KBS 연기대상 | 베스트 커플상               | 진기주·이장우 | 수상 |
| 2020 | KBS 연기대상 | 베스트 커플상               | 정보석·이장우 | 수상 |
| 2020 | KBS 연기대상 | 베스트 커플상               | 김선영·인교진 | 후보 |
| 2020 | KBS 연기대상 | 베스트 커플상               | 보나·동하     | 후보 |
| 2020 | KBS 연기대상 | 베스트 커플상               | 전인화·진기주 | 후보 |
| 2020 | KBS 연기대상 | 남자 인기상                 | 이장우        | 후보 |
| 2020 | KBS 연기대상 | 남자 인기상                 | 인교진        | 후보 |
| 2020 | KBS 연기대상 | 여자 인기상                 | 진기주        | 후보 |
| 2020 | KBS 연기대상 | 여자 인기상                 | 한보름        | 후보 |
| 2020 | KBS 연기대상 | 여자 인기상                 | 보나          | 후보 |
| 2020 | KBS 연기대상 | 여자 인기상                 | 김선영        | 후보 |

## 참고 사항
- 전인화는 MBC 주말 특별기획 드라마 《내 딸, 금사월》 이후 3년 반 만에 안방 극장에 복귀하게 되었다.
- 이장우는 《수상한 삼형제》, 《하나뿐인 내편》에 이어 3번째로 KBS 2TV 주말 드라마에 출연하였다.
- 진기주의 첫 KBS 드라마 출연이다.
- 전인화, 황신혜는 1991년 KBS 2TV 주말 연속극 《야망의 세월》 이후 28년 11개월 만에 같은 작품에 출연하였다.
- 전인화, 정보석은 MBC 주말 특별기획 드라마 《백년의 유산》 이후 7년 3개월 만에 재회하였다.
- 전인화, 엄효섭은 MBC 주말 특별기획 드라마 《신들의 만찬》 이후 8년 4개월 만에 재회하였다.
- 정보석, 이장우, 임예진은 MBC 주말 드라마 《장미빛 연인들》 이후 5년 4개월 만에 재회하였다.
- 동하, 전성우는 KBS 2TV 월화 드라마 《뷰티풀 마인드》 이후 4년 1개월 만에 재회하였다.
- KBS 드라마본부의 홍석구 PD와 윤경아 작가가 KBS 2TV 월화 드라마 《란제리 소녀시대》, KBS 2TV 월화 드라마 《완벽한 아내》에 이어 세 번째로 함께하는 작품이다.
- 홍석구 PD의 전작 KBS 2TV 수목 드라마 《경숙이 경숙아버지》에 출연하였던 정보석, 정재순이 해당 작품에 출연하였다.
- 홍석구 PD의 전작 KBS 2TV 주말 드라마 《하나뿐인 내편》에 출연하였던 이장우, 진경, 정재순, 이승형, 임예진이 해당 작품에 출연하였다.
- 홍석구 PD와 정보석은 KBS 2TV 수목 드라마 《경숙이 경숙아버지》, KBS 2TV 수목 드라마 《골든크로스》에 이어서 세 번째로 인연을 맺게 되었다.
- 홍석구 PD와 진경, 정재순은 KBS 1TV 일일 드라마 《힘내요 미스터 김》, KBS 2TV 주말 드라마 《하나뿐인 내편》에 이어서 세 번째로 인연을 맺게 되었다.
- 홍석구 PD, 윤경아 작가와 인교진은 KBS 2TV 월화 드라마 《완벽한 아내》, KBS 2TV 월화 드라마 《란제리 소녀시대》에 이어서 세 번째로 인연을 맺게 되었다.
- 홍석구 PD, 윤경아 작가와 보나, 김선영은 KBS 2TV 월화 드라마 《란제리 소녀시대》에 이어서 두 번째로 의기투합하게 되었다.
- 극 중 엄효섭의 개명한 이름인 이동출은 윤경아 작가가 집필한 KBS 2TV 주말 드라마 《부탁해요 엄마》에서 김갑수가 맡았던 역할의 배역명과 같다.
- 트로트 가수 김확세 역을 맡아 이미지 변신을 시도한 인교진이 극 중 선보인 트로트 곡 '굿이야'를 정식 녹음하여 음원을 발매하였다.[5] 한 달 후, 트로트 가수 신유의 버전 '굿이야'도 출시되었다.
- 극 중 회사인 LX 패션은 SBS 아침연속극 《강남 스캔들》, 《엄마가 바람났다》에도 등장했으며, 실제 동명의 홀딩스가 존재한다.
- 류진은 이 드라마 종영 이전 2021년 1월~2월 사이 KBS 1TV 일일드라마 《속아도 꿈결》에 캐스팅되었고, 이 드라마 종영 이후 3주 후 2021년 3월 29일 KBS 1TV 일일드라마 《속아도 꿈결》에 복귀하였다.
- KBS 드라마 최초로 모든 출연진(일부 제외)이 주연으로 맡은 작품이다.

## 같이 보기
- 대한민국의 텔레비전 드라마 목록 (ㅇ)
- 2020년 대한민국의 텔레비전 드라마 목록